# Pseudosasa hindsii
Pseudosasa hindsii là một loài thực vật có hoa trong họ Hòa thảo. Loài này được (Munro) C.D.Chu & C.S.Chao miêu tả khoa học đầu tiên năm 1996.